# Bel-Shamharoth
Bel Shamharot es uno de los nombres por los que se conoce a uno de los seres más antiguos de Mundodisco.
Bel, El Emisor del Ocho, ya estaba aquí cuando aquí aún no era aquí.
Está inspirado de manera evidente en Yog-Sothoth de H. P. Lovecraft.
En El Color de la Magia,  Rincewind y Dosflores acaban con él gracias al iconógrafo y a Hrun el Bárbaro.
- Datos: Q11680186